# 镇海西站
镇海西站，原名沈家站，是浙江省宁波市一座铁路车站，为洪镇铁路和宁波铁路枢纽北环线车站，位于镇海区庄市街道光明村，始建于1975年。车站最初为宁波港集团铁路有限公司运营的会让站，设正线1股，到发线1股。2015年宁波铁路枢纽北环线建成后，车站高架化，改属中国铁路上海局集团管辖并更名为镇海西站，设置正线2股，到发线2股，办理专用线、专用铁路货运业务。